# حكومة الأمير سعيد الجزائري
تشكلت حكومة الأمير سعيد الجزائري في 27 أيلول 1918 من قبل مجلس الشورى المؤقت لمدينة دمشق واستمرت حتى 30 أيلول 1918.
شُكلت هذه الحكومة بناء على طلب حملة الثورة العربية وانتهت مهمتها بوصول رضا باشا الركابي إلى دمشق وتسلم الحكم فيها حاكماً عسكرياً·
تعتبر هذه الحكومة حكومة انتقالية شكلها الأمير سعيد الجزائري في أعقاب انسحاب العثمانيين· حيث نصب نفسه حاكماً مدنياً على دمشق وشكل هذه الحكومة المصغرة من خمسة وزراء دون تكليف أي منهم بحقيبة معينة.

## التشكيل الوزراي
تشكلت الحكومة من:
| الصورة | شاغل المنصب        | في المنصب من  | في المنصب حتى |
| ------ | ------------------ | ------------- | ------------- |
|        | محمد سعيد الجزائري | 27 أيلول 1918 | 30 أيلول 1918 |
|        | شكري الأيوبي       | 27 أيلول 1918 | 30 أيلول 1918 |
|        | شاكر الحنبلي       | 27 أيلول 1918 | 30 أيلول 1918 |
|        | فارس الخوري        | 27 أيلول 1918 | 30 أيلول 1918 |
|        | جميل الألشي        | 27 أيلول 1918 | 30 أيلول 1918 |
|        | سعدي كحالة         | 27 أيلول 1918 | 30 أيلول 1918 |

## الملاحظات
1. ↑  تذكر بعض المصادر بأن نهاية الحكومة كانت في 1 تشرين الأول.
2. ↑  هناك تضارب في المراجع بخصوص أسماء أعضاء الحكومة. الأسماء المدرجة أدناه من موقع رئاسة الوزراء وكتاب سجل الحكومات والوزارات السورية لمازن يوسف صباغ. أما المراجع الأخرى مثل الموسوعة الدمشقية فتذكر الوزراء كالآتي: فارس الخوري وعطا الأيوبي وشاكر الحنبلي وجميل الألشي وبديع مؤيد العظم.

## روابط خارجية
- الحكومات السورية على موقع رئاسة مجلس الوزراء
- الحكومات السورية على موقع مجلس الشعب السوري
- وزارات الدولة على بوابة الحكومة الإلكترونية السورية
- الوزارات والهيئات الحكومية على موقع مجلس الشعب السوري